# الشعراني (قنا)
قرية الشعراني هي إحدى القرى التابعة لمركز قوص في محافظة قنا في جمهورية مصر العربية. حسب إحصاءات سنة 2006، بلغ إجمالي السكان في الشعراني 9195 نسمة، منهم 4579 رجل و4616 امرأة.